# Шевченко (Романовский район)
Шевченко (укр. Шевченка) — село на Украине, основано в 1982 году, находится в Романовском районе Житомирской области.
Население по переписи 2001 года составляет 77 человек. Почтовый индекс — 13040. Телефонный код — 4146. Занимает площадь 20,8 км².

## Адрес местного совета
13041, Житомирская область, Романовский р-н, с.Булдычев, ул.Центральная, 68